# Erotikon (album)
Erotikon – album studyjny Deutsch Nepal, wydany w listopadzie 2006 roku przez wytwórnię Cold Meat Industry. 

## Lista utworów
1. "U.R. Blackhouse" - 6:16
2. "Heartbomb" - 5:33
3. "I Jast Fokos An Maiself" - 3:47
4. "At The Court Of Saba" - 5:06
5. "Blowjob Parasite" - 3:27
6. "Permobile Erotomatik" - 6:11
7. "Rapist Park Junktion" - 5:03
8. "Menage A Troi...Cent" - 5:07
9. "Erotikon" - 4:20
10. "M/S Elusive Pain" - 7:38